# Qarxun
Qarxun (ryska: Кархун) är en ort i Azerbajdzjan.   Den ligger i distriktet Quba Rayonu, i den nordöstra delen av landet, 150 km nordväst om huvudstaden Baku. Qarxun ligger 1 685 meter över havet och antalet invånare är 1 101.
Terrängen runt Qarxun är bergig åt sydväst, men åt nordost är den kuperad. Qarxun ligger nere i en dal. Runt Qarxun är det ganska glesbefolkat, med 48 invånare per kvadratkilometer.. Närmaste större samhälle är Xınalıq, 18,3 km väster om Qarxun. 
Trakten runt Qarxun består i huvudsak av gräsmarker.